# NGC 2587
NGC 2587 је расејано звездано јато у сазвежђу Крма које се налази на NGC листи објеката дубоког неба.
Деклинација објекта је - 29° 30' 31" а ректасцензија 8h 23m 24,0s. Привидна величина (магнитуда) објекта NGC 2587 износи 9,2. NGC 2587 је још познат и под ознакама OCL 706, ESO 431-SC7.